# Валентынович, Анна
А́нна Валентыно́вич (пол. Anna Walentynowicz; 15 августа 1929, Сенное, Волынское воеводство — 10 апреля 2010, Смоленск) — польский профсоюзный деятель, активист и основатель профсоюза «Солидарность», жертва авиакатастрофы в Смоленске 2010 года.

## Биография
Родилась на Волыни в украинской баптистской семье, девичья фамилия Любчик. Окончила четыре класса. Стала сиротой в десятилетнем возрасте. Скитаясь во время войны, оказалась в Гданьске. На Украине осталась её сестра Ольга, с которой они восстановили связи только в 2000-х годах.
Работала на Гданьской судоверфи имени В. И. Ленина с 1950 года, сначала сварщиком, потом машинистом подъёмного крана. Была ударницей, активно участвовала в профсоюзной деятельности.
За участие в нелегальных свободных профсоюзах администрация уволила её 7 августа 1980 года (за пять месяцев до наступления пенсии). Решение администрации вызвало забастовку, которая началась 14 августа 1980 года. Анна Валентынович состояла в Межзаводском забастовочном комитете. В результате забастовки было подписано Гданьское соглашение, возник независимый профсоюз «Солидарность». Валентынович и уволенный вскоре после неё Лех Валенса были восстановлены на работе.
В 1981 году во время встречи в Радоме с рабочими двое сотрудников Службы безопасности Польши при участии агента по кличке Кароль попытались отравить её фуросемидом (обвинения в отравлении были предъявлены им в 2009 году Институтом национальной памяти).
Во время военного положения в Польше (1981—1983) после силового подавления забастовки в Гданьске была интернирована. Валентынович предстала перед судом 9 марта 1983 года в Грудзёндзе за организацию забастовки в 1981 году. На суде присутствовал Лех Валенса. Подсудимая была приговорена к полутора годам лишения свободы.
Была арестована 4 декабря 1983 года за участие в попытке установки памятной доски в честь шахтёров шахты «Wujek» (Вуек), пострадавших во время разгона забастовки 16 декабря 1981 года (погибли 9 горняков, 21 ранен).
Из заключения в Люблинце была освобождена 5 апреля 1984 года в связи с тем, что суд в Катовице отложил рассмотрение дела на неопределённый срок по причине плохого состояния здоровья подсудимых Валентынович и Евы Томашевской (1947 года рождения), которые обвинялись в организации демонстрации с крестом у шахты «Вуек».
Была инициатором голодовки после убийства ксендза Ежи Попелушко с 18 февраля по 31 августа 1985 года в краковском костёле ксендза Адольфа Хойнацкого.
В 1980-е годы резко критиковала руководство профсоюза, собравшееся вокруг Л. Валенсы. Разногласия возникли из-за обвинения Валенсы в сотрудничестве с органами безопасности против Валентынович при проведении политики, ведущей к «круглым столам» с правительством, которые она называла «умиротворением». В связи с этим с 1989 года не присоединилась ни к одной партии, возникшей на базе «Солидарности».
В 1995 году направила Л. Валенсе открытое письмо, содержащее критические вопросы о его деятельности.
В 2000 году отказалась от предложения стать почётным гражданином Гданьска. Находясь в тяжёлом материальном положении, в 2003 году потребовала компенсацию в сумме 120 тысяч злотых за политические преследования в 1980-х годах, хотя раньше отвергала такую возможность. В феврале 2005 года гданьский суд отказался от рассмотрения вопроса о предоставлении льгот в связи с истечением срока давности, поэтому Валентынович отказалась принять персональную пенсию от правительства М.Бельки. В конце концов, суд высшей инстанции присудил ей 70 тысяч злотых компенсации.
В июле 2006 года Институт национальной памяти Польши объявил, что за Анной Валентынович следили свыше ста сотрудников и тайных агентов Службы безопасности ПНР, планировавшие в 1981 году её отравление.
10 июня 2007 года Лех Валенса опубликовал дело, которое велось на него Службой безопасности. Из помещённых в нём документов можно заключить, что Служба безопасности воздействовала на Валентынович с целью дискредитации Валенсы.
Анна Валентынович погибла 10 апреля 2010 года в авиакатастрофе в Смоленске, направляясь с польской делегацией на траурные мероприятия в Катынь.
Похоронена 21 апреля 2010 года в Гданьске рядом с могилой мужа на кладбище Сребжыско. На похоронах присутствовал, помимо других, Лех Валенса.

## Кинематограф
Анна Валентынович снималась в четырёх художественных фильмах, в том числе в камео в фильме Анджея Вайды «Человек из железа».
Также стала прототипом героини фильма Фолькера Шлёндорфа «Стачка — героиня Гданьска» («Strajk — Die Heldin von Danzig»; 2007). В фильме показана неграмотной, а её сын — сотрудником милиции, что не соответствует действительности.

## Награды
- Медаль свободы Американского фонда жертв коммунизма (почётный председатель фонда Джордж Буш-младший) (13.12.2005), вручена в Вашингтоне
- Орден Белого орла (03.05.2006)
- Премия польского уполномоченного по правам человека имени Павла Влодковица (10.12.2009) «за отвагу в защите фундаментальных прав и свобод, несмотря на взгляды большинства»[8]